# Восточно-Сибирская советская армия
Восточно-Сибирская советская армия (ВССА) — сухопутные вооружённые силы, созданные в январе 1920 года на базе Народно-революционной армии Иркутского Политцентра из партизанских и повстанческих отрядов Прибайкалья, а также восставших частей Русской армии Колчака.

## История создания
22 января 1920 года постановлением Иркутского ВРК в целях усиления боеспособности вооружённых сил народа и создания единой сплочённой армии для успешного ведения борьбы за восстановление Советской власти все добровольческие и партизанские отряда, а равно все войсковые части Народно-революционной армии зачисляются в регулярную Восточно-Сибирскую советскую армию, объединенную единым командованием.
Приказом Иркутского военно-революционного комитета от 23 января 1920 года войска Народно-революционной армии были сведены в Восточно-Сибирскую советскую армию под командованием Д. Е. Зверева, помощником командующего стал А. Г. Нестеров, политическим комиссаром стал Колесов.
Начальник оперативного отдела штаба армии Грошков составлял оперативные сводки об остановке на фронте, в которых сообщалось о ходе прорыва войск генерала Каппеля на Иркутск, о действиях атамана Семёнова и действиях партизанских отрядов. 

## Военные действия
Восточно-Сибирская советская армия в основном занималась разгромом остатков армии Каппеля, её отдельных отрядов на территории Иркутской губернии, помощь в этом оказывали партизанские отряды.
25 января были окружены города Чита и Петровск-Забайкальский, в районе Верхнеудинска были разбиты офицерские части, потерян Нижнеудинск, каппельцы, возглавляемые С. Н. Войцеховским, которому Каппель передал командованием войсками в связи с состоянием здоровья, продолжили движение в сторону Иркутска. В это же время авангард регулярных частей 5-й армии находился в районе станции Юрты у Тайшета. Два дня спустя сообщалось, что продолжается поход каппельцев на Иркутск, отдельные отряды белых проникают в Братскую и соседние волости.
К концу января некоторые части белых сдаются в плен, продолжается марш в сторону Иркутска (по показаниям пленных, они считали, что в Иркутске власть еще в руках эсеров). В районе станции Мысовой противник проводит разведку. 31 января чехи организовали наступление, разбили ряд частей армии и взяли в плен А. Г. Нестерова со штабом. После ультиматума чехи отпустили пленных и вернули им оружие.
В Западном Забайкалье продолжается зачистка от семëновцев, фронт партизан тянется по линии железной дороги от Верхнеудинска до станции Хилок и на юг до Троицкосавска (из которого семëновцы бежали под защиту китайцев в Маймачене). 5 февраля Иркутский ВРК отдал приказ о нанесении решительного удара по каппелевским частям, в тот же день началось формирование 7-й Забайкальской советской дивизии в состав которой вошли все партизанские отряды Забайкалья.
6 февраля начались бои с крупными частями белых в районе Олонки-Пономарëво, противник продолжал попытки прорыва к Байкалу, но уже 12-13 числа оный был разбит в районе Лиственичного. В эти же дни продолжалась зачистка станций от японцев.
К 20 февраля занят город Троицкосавск, станция Кударинская, отбиваются попытки белых проникнуть в глубь Забайкалья от железной дороги. Верхнеудинск в руках 2 тыс. японцев и потерявших боеспособность каппелевцев. 23 февраля японцы оставили Верхнеудинск (где началась эвакуация белых в Читу), взяты станция Мысовая и Татаурово, город Кабанск. Отряд генерала Сукина прорывается в сторону Верхоленска для прорыва к Байкалу.
26 февраля 1920 года согласно приказу Иркутского губревкома штаб ВССА упраздняется, все части сводятся в одну Иркутскую стрелковую дивизию, командование передано начдиву В. И. Бурову.
2 марта части ВССА заняли Верхнеудинск. 10 марта в него переехал Главный оперативный штаб (А. А. Ширямов, А. В. Павлов и другие), который подчинил себе Забайкальскую группу ВССА и местных партизан, и приступил к их переформированию в Забайкальскую стрелковую и Забайкальскую кавалерийскую дивизии. В знак протеста против этих не согласованных с ним распоряжений Н. С. Калашников подал в отставку. 11 марта ВССА была снова переименована в Народно-революционную армию, командующим которой 18 марта назначили Г. Х. Эйхе.
6 апреля в Верхнеудинске Съездом трудящихся Западного Забайкалья была провозглашена Дальневосточная республика (ДВР). Бывшая ВССА стала ядром Народно-революционной армии Дальневосточной республики.
14 апреля 1920 года был составлен отчёт о формировании и деятельности Восточно-Сибирской советской армии, в котором приведены данные о численности сил противника, частей Иркутского Политцентра, о восстании в Иркутске, о роли чехов и т. д. 

## Состав
На 23 января 1920 года ВССА состояла из семи отдельных частей:
- 10-й Советский полк (бывший 53-й Сибирский полк) под командованием И. Попова;
- 11-й Советский полк (бывший 1-й Инструкторский полк) под командованием А. Гущинского;
- 13-й Советский полк (бывший 1-й Иркутский местный батальон) под командованием П. Жарцева;
- 14-й Иркутский Советский полк (бывший 2-й местный батальон) под командованием Маркова;
- 15-й Советский полк (бывший 54-й Сибирский полк) под командованием Г. Вашкевича;
- Иннокентьевская рабочая дружина;
- Глазковская рабочая дружина.

Параллельно с этой реорганизацией, все партизанские отряды Иркутской губернии были сведены в три дивизии:
- 1-я Балаганская Советская дивизия (отряды, действовавшие вокруг Балаганска) под командованием Н. В. Дворянова;
- 2-я Братская Советская дивизия (отряды, действовавшие в районе Братска) под командованием Н. А. Бурлова;
- 3-я Ленская Советская дивизия под командованием А. Е. Молчанова.

1 февраля 1920 года бывший Отряд Особого назначения был переименован в 16-й Советский полк, 3-й Советский революционный полк — в 17-й Советский полк, 7-й Марковский полк — в 18-й Советский полк; эти три полка были сведены в 6-ю Советскую дивизию. На 14 февраля 1920 года численность ВССА составила 13 700 человек, в том числе 635 бывших колчаковских офицеров. К 24 февраля в ВССА было 26 717 пехотинцев и 1259 кавалеристов при 96 пулемётах.